# 인천송천초등학교
인천송천초등학교는 대한민국 인천광역시 남동구에 있는 공립 초등학교이다.

## 학교 연혁
| 년도 | 일자  | 내용                                                             |
| ---- | ----- | ---------------------------------------------------------------- |
| 2011 | 3.1   | 인천송천초등학교 개교(18학급 편성) 초대 김성택 교장선생님 취임   |
| 2011 | 3.2   | 제1회 입학식(73명 입학)                                          |
| 2011 | 4.15  | 인천광역시 동부교육지원청 창의인성 중심학교                      |
| 2012 | 2.24  | 교육복지우선지원사업 학교 지정                                   |
| 2012 | 3.2   | 인천광역시교육청 지정 탈북중심학교                               |
| 2012 | 12.31 | 동부학력향상우수교 기초미달학생 제로화 달성교                    |
| 2013 | 3.1   | 인천광역시교육청 맞춤형 창의적체험활동 정책학교                  |
| 2013 | 4.7   | 교육부 문화예술특성화프로그램(오케스트라)운영 학교               |
| 2013 | 5.7   | 인천광역시교육청 돌봄교실 중심학교                               |
| 2014 | 12.17 | 동부푸른교육활동 교육과정부문 우수학교                           |
| 2014 | 12.30 | 인천광역시교육청 100대 교육과정 우수학교 선정                    |
| 2014 | 12.30 | 인천광역시교육청 창의인성교육활동·인성교육·인천사랑교육 우수학교 |
| 2015 | 3.1   | 인천광역시 동부교육지원청 다문화중심학교                         |
| 2015 | 3.15  | 특수학급 Ⅱ실(꿈누리 2반) 개소                                    |
| 2015 | 12.31 | 교육부 학교예술교육활성화 표창                                   |
| 2016 |       | 인천광역시 무형문화재 제4호 대금정악 전수학교 운영               |
| 2016 | 3.1   | 교육부 탈북학생교육정책연구학교 지정                             |
| 2017 |       | 인천광역시 무형문화재 제4호 대금정악 전수학교 운영               |
| 2017 | 3.1   | 인천광역시 벨트형 다문화교육 중심학교                            |

## 참고 자료
- 인천송천초등학교 - 한국교육학술정보원 학교알리미